# Amara (Xenocelia)
Amara (Xenocelia) – podrodzaj rodzaju Amara, chrząszczy z  rodziny biegaczowatych i podrodziny Pterostichinae.

## Taksonomia
Takson opisał w 2001 roku Fritz Hieke. Gatunkiem typowym jest Carabus municipalis Duftschmid, 1812.

## Występowanie
Podrodzaj rozprzestrzeniony holarktycznie. Do fauny europejskiej należy 9 gatunków. W Polsce występują 4 następujące:
- A. cursitans
- A. fusca
- A. ingenua
- A. municipalis municipalis

## Systematyka
Do tego podrodzaju należą 33 opisane gatunki:
- Amara abbreviata Chaudoir, 1842
- Amara ambulans C. Zimmermann, 1832
- Amara anterolata Hieke, 2001
- Amara apachensis Casey, 1884
- Amara atlantis Antoine, 1925
- Amara bischoffi Jedlicka, 1946
- Amara bradytonota Hieke, 2001
- Amara chalcea Dejean, 1828
- Amara cursitans C. Zimmermann, 1832
- Amara dabashanica Hieke, 2002
- Amara discors Kirby, 1837
- Amara elevata (Motschulsky, 1844)
- Amara fusca Dejean, 1828
- Amara fusgenua Hieke, 1999
- Amara gibba (LeConte, 1848)
- Amara harpalonota Hieke, 2001
- Amara hicksi Lindroth, 1968
- Amara ingenua Duftschmid, 1812
- Amara laoshanensis Hieke, 2002
- Amara lugubris (Casey, 1918)
- Amara mandarina Baliani, 1932
- Amara merula (Casey, 1918)
- Amara messae Baliani, 1924
- Amara  municipalis Duftschmid, 1812
- Amara nikolajewi Hieke, 1999
- Amara qinghaiensis Hieke, 2012
- Amara rectangula LeConte, 1855
- Amara sikkimensis Andrewes, 1930
- Amara singularis Tschitscherine, 1894
- Amara solskyi Heyden, 1880
- Amara spuria Lindroth, 1968
- Amara vagans Tschitscherine, 1897
- Amara vivesi (Jeanne, 1985)